# Tournoi qualificatif de la CAF des moins de 16 ans 1985
Navigation
Édition suivante
Le Tournoi qualificatif de la CAF des moins de 16 ans 1985 ESt un tournoi de football organisé par la Confédération africaine de football (CAF). Elle se déroule tous les deux ans et oppose les meilleurs sélections africaines des moins de 17 ans.

## Premier tour
Les vainqueurs sont qualifiés pour le tour final.
| Équipe 1 | Score | Équipe 2 | Aller | Retour |
| -------- | ----- | -------- | ----- | ------ |
| Guinée   | 3-1   | Algérie  | 3-1   | 0-0    |
| Zambie   | 4-2   | Lesotho  | 3-0   | 1-2    |

## Tour final
Les vainqueurs accèderont à la coupe du monde.
| Équipe 1 | Score            | Équipe 2 | Aller | Retour |
| -------- | ---------------- | -------- | ----- | ------ |
| Nigeria  | 2-1              | Togo     | 1-0   | 1-1    |
| Égypte   | 1-2              | Guinée   | 1-1   | 0-1    |
| Zambie   | 2-2 (2-4 t.a.b.) | Congo    | 2-0   | 0-2    |

## Sélections qualifiées pour la coupe du monde
Les trois nations africaines qualifiées pour la coupe du monde de football des moins de 16 ans 1985 en Chine sont : 
- Congo
- Nigeria
- Guinée